# 戈勒姆·格彻尔
查尔斯·戈勒姆·格彻尔（英語：Charles Gorham Getchell，1920年8月14日—1980年7月7日），美国NBA联盟前职业篮球运动员。